# Старе-Богачовице (гмина)
Старе-Богачовице (пол. Stare Bogaczowice) — сельская гмина (волость) в Польше, входит как административная единица в Валбжихский повет, Нижнесилезское воеводство. Население 4112 человек (на 2004 год).

## Демография
| Перепись                       | Всего   | Всего | Женщины | Женщины | Мужчины | Мужчины |
| ------------------------------ | ------- | ----- | ------- | ------- | ------- | ------- |
| Единицы                        | человек | %     | человек | %       | человек | %       |
| Население                      | 4112    | 100   | 2096    | 51      | 2016    | 49      |
| Плотность населения (чел./км²) | 47,3    | 47,3  | 24,1    | 24,1    | 23,2    | 23,2    |

## Поселения
1. Цисув
2. Подгурна
3. Вроны

## Достопримечательности
В деревне Цисув разрушенный замок Цисы.

## Соседние гмины
1. Богушув-Горце
2. Гмина Болькув
3. Гмина Чарны-Бур
4. Гмина Добромеж
5. Гмина Марцишув
6. Щавно-Здруй
7. Свебодзице
8. Валбжих